# 李麗質
李 麗質（り れいしつ）は、中国の唐の太宗李世民の五女。

## 経歴
李世民と長孫皇后の間に生まれた。貞観初年、長楽公主に封ぜられ、食邑三千戸を受けた。貞観7年（633年）、長孫無忌（長孫皇后の兄）の子の長孫沖に降嫁した。貞観17年（643年）に23歳で死去し、昭陵に陪葬された。

## 伝記資料
- 『新唐書』巻83 列伝第8「諸帝公主伝」
- 大唐故長楽公主墓誌